# Бернштейн, Перец
Перец Бернштейн (Беренштейн) (ивр. פרץ ברנשטיין‎ (при рождении Шломо Фриц Берштейн нем. Shlomo Fritz Bernstein) 12 июня 1890 — 21 марта 1971) — сионистский активист, израильский политик, писатель и один из подписавших Декларацию независимости Израиля.

## Биография
Перец Берштейн родился в 1890 году в немецком городе Майнинген. Незадолго до первой мировой войны, Берштейн переезжает жить в Нидерланды, где работал торговцем зерном. В 1917 году он присоединился к сионистской федерации, заняв пост её секретаря. В 1925 году Берштейн стал редактором сионистского еженедельника и занимал этот пост до 1935 года. В период с 1930 по 1934 годы, Берштейн служил президентом голландской сионистской организации.
В 1936 году Перец Бернштейн репатриируется в Эрец-Исраэль, здесь он стал редактором газеты «Ха-Бокер». Также он работал в Еврейском агентстве, где в период с 1946 по 1948 годы занимал должность финансового директора.
Берштейн был одним из подписавших Декларацию независимости Израиля 14 мая 1948 года, и был назначен министром торговли и промышленности во временном правительстве Израиля.
В 1949 году он был избран в кнессет 1-го созыва от партии Общих сионистов. В этом созыве кнессета Берштейн занимал несколько должностей в комиссиях, среди них комиссия по иностранным делам и безопасности, комиссия кнессета и комиссия по экономике.
В 1951 году вновь был избран в кнессет и занимал место министра торговли и промышленности в четвёртом и пятом правительствах Израиля. Бернштейн также участвовал в выборах президента Израиля в кнессете, но проиграл Ицхаку Бен-Цви, который и стал новым президентом государства.
В 1961 году партия Общих сионистов объединилась с Либеральной партией и Бернштейн был избран одним из двух её руководителей. Он был вновь избран в кнессет в том же году. В 1963 году он снова участвовал в выборах президента Израиля, но проиграл Залману Шазару. На выборах в кнессет 1965 года Бернштейн не сумел попасть в число депутатов. Он умер в 1971 году.